# 56329 Таршин
56329 Таршин (56329 Tarxien) — астероїд головного поясу, відкритий 28 листопада 1999 року.
Тіссеранів параметр щодо Юпітера — 3,562.
Названо на честь місцевості на Мальті з археологічними пам'ятками.